# Paku Alam (Pakuhaji)
Paku Alam is een bestuurslaag in het regentschap Tangerang van de provincie Banten, Indonesië. Paku Alam telt 6490 inwoners (volkstelling 2010).